# Rhipha pulcherrima
Rhipha pulcherrima là một loài bướm đêm thuộc phân họ Arctiinae, họ Erebidae.